# Le Lac Ontario
Pour les articles homonymes, voir Pathfinder.
Pour plus de détails, voir Fiche technique et Distribution.
Le Lac Ontario (The Pathfinder) est un téléfilm canadien réalisé par Donald Shebib, sorti en 1996.
Il s'agit de l'épopée d'un chef indien, d'une jeune fille venue rejoindre son père, en poste dans un fort britannique, et un guide, pendant la guerre entre les Français et les Anglais.

## Synopsis
Près du lac Ontario, les batailles entre Français et Anglais font rage. Un conflit auquel les tribus indiennes se sont mêlées afin de reconquérir des territoires perdus. Originaire de Boston, Mabel Dunham (Laurie Holden) est venue rejoindre son père, officier en poste dans un fort britannique. Mais sur le chemin qui mène au lac Ontario, Mabel fait la connaissance du guide œil de Faucon, surnommé Pathfinder par les Anglais, et du chef indien Chingachgook qui eux aussi se rendent au fort : ils veulent soutenir les soldats britanniques en mauvaise posture. En chemin, Pathfinder finit par tomber amoureux de Mabel et espère obtenir de son père l'autorisation de l'épouser...

## Fiche technique
- Titre : Le Lac Ontario/La Légende de Pathfinder
- Titre original : The Pathfinder
- Réalisation : Donald Shebib
- Adaptation : Roman The Pathfinder dans la Saga Bas de Cuir (Leatherstocking) de l'auteur James Fenimore Cooper
- Société de production :  Leather Stockings Productions
- Producteur : John Danylkiw
- Costumes : Jana Stern
- Décors :  Kim Maticiw
- Musique :  Reg Powell
- Photo : Curtis Petersen
- Langue : Anglais
- Pays d'origine : Canada
- Genre : aventure
- Durée : 94 minutes
- Première diffusion : 1996

## Distribution
- Kevin Dillon : Pathfinder / Hawkeye
- Graham Greene : Chingachgook
- Laurie Holden : Mabel Dunham
- Stacy Keach : Comte du Leon
- Ralph Kussmann : Gardien du bateau
- Christian Laurin : Capitaine Sanglier
- Russell Means : Arrowhead
- Charles Edwin Powell : Lt. Zale
- Charlotte Sullivan : May
- Jaimz Woolvett : Ensign Jasper Weston